# Левелен (Небраска)
Левелен (енгл. Lewellen) град је у америчкој савезној држави Небраска.

## Демографија
По попису из 2010. године број становника је 224, што је 58 (-20,6%) становника мање него 2000. године.
| Група             | 2000.       | 2010.       |
| Белци             | 265 (94,0%) | 208 (92,9%) |
| Афроамериканци    | 3 (1,1%)    | 1 (0,4%)    |
| Азијати           | 3 (1,1%)    | 0 (0,0%)    |
| Хиспаноамериканци | 5 (1,8%)    | 10 (4,5%)   |
| Укупно            | 282         | 224         |